# Список послов СССР и России в Мексике
В статье представлен список послов СССР и России в Мексике.

## Хронология дипломатических отношений
- 11 декабря 1890 — установлены дипломатические отношения между Российской империей и Мексикой.
- 1917 — дипломатические отношения прерваны.
- 4 августа 1924 — установлены дипломатические отношения на уровне миссий.
- 26 января 1930 — дипломатические отношения прерваны правительством Мексики.
- 10-12 ноября 1942 — восстановлены дипломатические отношения на уровне миссий.
- 7-14 июня 1943 — миссии преобразованы в посольства.

## Список
| Срок полномочий                    | Посол                                        | Годы жизни | Вручение верительных грамот | Комментарии                                        |
| ---------------------------------- | -------------------------------------------- | ---------- | --------------------------- | -------------------------------------------------- |
| Российская империя                 |                                              |            |                             |                                                    |
| 11 декабря 1890 — 25 апреля 1895   | Роман Романович Розен                        | 1847—1921  | 10 июня 1891                | Посланник                                          |
| 18 июля 1895 — 15 декабря 1900     | Карл Иванович Вебер                          | 1841—1910  |                             | Посланник                                          |
| 15 декабря 1900 — 14 января 1902   | Фёдор Карлович Ганзен                        | 1861—1909  |                             | И. д. поверенного в делах                          |
| 14 января 1902 — 1910              | Григорий Александрович Де-Воллан             | 1847—1916  |                             | И. д. поверенного в делах до 1906, затем посланник |
| 1910—1917                          | Александр Станиславович Сталевский           |            |                             | Посланник. Покинул Мехико в октябре 1914           |
| Октябрь 1914 — 1917                | Владимир Богданович Вендгаузен фон Розенберг |            |                             | Поверенный в делах                                 |
| СССР                               |                                              |            |                             |                                                    |
| 29 августа 1924 — 17 сентября 1926 | Станислав Станиславович Пестковский          | 1882—1937  | 7 ноября 1924               | Полномочный представитель                          |
| 17 сентября 1926 — 25 октября 1927 | Александра Михайловна Коллонтай              | 1872—1952  | 24 декабря 1926             | Полномочный представитель                          |
| 1927 — 1928                        | Леон Яковлевич Гайкис                        | 1898—1937  |                             | Поверенный в делах                                 |
| 25 октября 1927 — 26 января 1930   | Александр Михайлович Макар                   | 1877—1961  | 6 апреля 1928               | Полномочный представитель                          |
| 12 ноября 1942 — 2 июня 1943       | Виктор Алексеевич Федюшин                    | 1909—?     |                             | Посланник                                          |
| 2 июня 1943 — 25 января 1945       | Константин Александрович Уманский            | 1902—1945  | 22 июня 1943                | Посланник до 17 июня 1943, затем посол             |
| 10 октября 1945 — 19 июля 1953     | Александр Николаевич Капустин                | 1896—1963  | 16 ноября 1945              |                                                    |
| 19 июля 1953 — 28 февраля 1957     | Анатолий Георгиевич Кулаженков               | 1911—1982  | 5 ноября 1953               |                                                    |
| 28 февраля 1957 — 4 июня 1962      | Владимир Иванович Базыкин                    | 1908—1965  | 16 мая 1957                 |                                                    |
| 4 июня 1962 — 21 февраля 1968      | Семён Тарасович Базаров                      | 1914—1985  | 20 июня 1962                |                                                    |
| 21 февраля 1968 — 27 января 1970   | Геннадий Иванович Фомин                      | 1914—1980  | 29 марта 1968               |                                                    |
| 27 января 1970 — 11 августа 1972   | Игорь Константинович Колосовский             | 1920—2010  | 13 марта 1970               |                                                    |
| 11 августа 1972 — 24 марта 1976    | Николай Константинович Тарасов               | 1923—1994  | 10 октября 1972             |                                                    |
| 24 марта 1976 — 21 мая 1980        | Юрий Иванович Вольский                       | 1922—      | 28 июня 1976                |                                                    |
| 21 мая 1980 — 7 марта 1990         | Ростислав Александрович Сергеев              | 1926—2018  | 26 июня 1980                |                                                    |
| 7 марта 1990 — 25 декабря 1991     | Олег Тихонович Дарусенков                    | 1932—2022  |                             |                                                    |
| Российская Федерация               |                                              |            |                             |                                                    |
| 25 декабря 1991 — 24 мая 1994      | Олег Тихонович Дарусенков                    | 1932—2022  |                             |                                                    |
| 24 мая 1994 — 27 августа 1999      | Евгений Аршакович Амбарцумов                 | 1929—2010  |                             |                                                    |
| 27 августа 1999 — 31 марта 2005    | Константин Николаевич Мозель                 | 1937—      |                             |                                                    |
| 31 марта 2005 — 29 октября 2012    | Валерий Иванович Морозов                     | 1945—      |                             |                                                    |
| 29 октября 2012 — 20 июня 2018     | Эдуард Рубенович Малаян                      | 1947—      | 14 февраля 2013             |                                                    |
| 20 июня 2018 — 10 февраля 2023     | Виктор Викторович Коронелли                  | 1958—      | 30 октября 2018             |                                                    |
| 10 февраля 2023 — настоящее время  | Николай Всеволодович Софинский               | 1958—      | 25 мая 2023                 |                                                    |